# The Sun Comes Out World Tour
The Sun Comes Out World Tour, pubblicizzato anche come Shakira: Live in Concert e Sale el sol World Tour, è il quinto tour musicale della cantante colombiana Shakira, a supporto del suo sesto e settimo album in studio She Wolf (2009) e Sale el sol (2010).
Il tour è iniziato il 17 settembre 2010 da Uncasville per poi essersi concluso a San Juan il 15 ottobre 2011, dopo avere toccato città in Nord America, Europa, Asia, Africa e Sudamerica.

## Antefatti e sviluppo
Nel novembre 2009 Shakira ha annunciato un concorso per band emergenti e/o cantanti che sarebbero apparsi come artisti di apertura per il suo prossimo tour. Il tour è stato ufficialmente annunciato nel maggio 2010 con le date in Nord America e descritto dalla cantante come «energetico» e «interattivo».
(Shakira)

## Scaletta

### Paesi anglofoni ed europei[2][3]
1. Pienso en ti
2. Why Wait
3. Te dejo Madrid
4. Si te vas
5. Whenever, Wherever (contenente elementi di Unbelievable degli EMF)
6. El Nay A'atini Nay
7. Inevitable
8. Nothing Else Matters (cover dei Metallica) / Despedida
9. Gypsy
10. La tortura
11. Ciega, sordomuda
12. Underneath Your Clothes
13. Gordita
14. Sale el sol
15. Las de la intuición
16. Loca
17. She Wolf
18. Ojos así

Encore
1. Antes de las seis
2. Hips Don't Lie
3. Waka Waka (This Time for Africa)

### Variazioni alla scaletta
- Durante il suo concerto allo Staples Center di Los Angeles, i Calle 13 si sono uniti a Shakira per esibirsi con Gordita.[4]
- Durante la tappa nei paesi ispanofoni, Why Not, Whenever, Wherever, Gypsy, She Wolf e Waka Waka (This Time for Africa) sono state sostituite dalle rispettive versioni in lingua spagnola.

## Date
| Data              | Città                   | Stato               | Luogo                            |
| Nord America      | Nord America            | Nord America        | Nord America                     |
| ----------------- | ----------------------- | ------------------- | -------------------------------- |
| 17 settembre 2010 | Uncasville              | Stati Uniti         | Mohegan Sun Arena                |
| 18 settembre 2010 | Atlantic City           | Stati Uniti         | Etess Arena                      |
| 21 settembre 2010 | New York                | Stati Uniti         | Madison Square Garden            |
| 25 settembre 2010 | Sunrise                 | Stati Uniti         | BankAtlantic Center              |
| 27 settembre 2010 | Miami                   | Stati Uniti         | American Airlines Arena          |
| 28 settembre 2010 | Orlando                 | Stati Uniti         | Amway Arena                      |
| 1º ottobre 2010   | Dallas                  | Stati Uniti         | American Airlines Center         |
| 2 ottobre 2010    | San Antonio             | Stati Uniti         | AT&T Center                      |
| 5 ottobre 2010    | Corpus Christi          | Stati Uniti         | American Bank Center             |
| 6 ottobre 2010    | Laredo                  | Stati Uniti         | Laredo Energy Arena              |
| 8 ottobre 2010    | Houston                 | Stati Uniti         | Toyota Center                    |
| 9 ottobre 2010    | Hidalgo                 | Stati Uniti         | State Farm Arena                 |
| 12 ottobre 2010   | El Paso                 | Stati Uniti         | Don Haskins Center               |
| 13 ottobre 2010   | El Paso                 | Stati Uniti         | Don Haskins Center               |
| 15 ottobre 2010   | San Diego               | Stati Uniti         | Valley View Casino Center        |
| 16 ottobre 2010   | Paradise                | Stati Uniti         | Mandalay Bay Events Center       |
| 19 ottobre 2010   | Sacramento              | Stati Uniti         | Valley View Casino Center        |
| 22 ottobre 2010   | Oakland                 | Stati Uniti         | Oracle Arena                     |
| 23 ottobre 2010   | Los Angeles             | Stati Uniti         | Staples Center                   |
| 25 ottobre 2010   | Anaheim                 | Stati Uniti         | Honda Center                     |
| 29 ottobre 2010   | Rosemont                | Stati Uniti         | Allstate Arena                   |
| Europa            |                         |                     |                                  |
| 16 novembre 2010  | Lione                   | Francia             | Halle Tony Garnier               |
| 17 novembre 2010  | Zurigo                  | Svizzera            | Hallenstadion                    |
| 19 novembre 2010  | Madrid                  | Spagna              | Palacio de Deportes              |
| 21 novembre 2010  | Lisbona                 | Portogallo          | MEO Arena                        |
| 23 novembre 2010  | Bilbao                  | Spagna              | Bizkaia Arena                    |
| 24 novembre 2010  | Barcellona              | Spagna              | Palau Sant Jordi                 |
| 26 novembre 2010  | Montpellier             | Francia             | Arena Montpellier                |
| 27 novembre 2010  | Torino                  | Italia              | Palasport Olimpico               |
| 29 novembre 2010  | Ginevra                 | Svizzera            | SEG Geneva Arena                 |
| 1º dicembre 2010  | Rotterdam               | Paesi Bassi         | Ahoy Rotterdam                   |
| 3 dicembre 2010   | Monaco di Baviera       | Germania            | Olympiahalle                     |
| 5 dicembre 2010   | Amnéville               | Francia             | Galaxie Amnéville                |
| 6 dicembre 2010   | Parigi                  | Francia             | Palais Omnisports de Paris-Bercy |
| 9 dicembre 2010   | Berlino                 | Germania            | O2 World Berlin                  |
| 11 dicembre 2010  | Colonia                 | Germania            | Lanxess Arena                    |
| 12 dicembre 2010  | Anversa                 | Belgio              | Sportpaleis                      |
| 14 dicembre 2010  | Manchester              | Regno Unito         | Manchester Evening News Arena    |
| 16 dicembre 2010  | Dublino                 | Irlanda             | The O2                           |
| 17 dicembre 2010  | Belfast                 | Regno Unito         | Odyssey Arena                    |
| 18 dicembre 2010  | Glasgow                 | Regno Unito         | SEC Centre                       |
| 20 dicembre 2010  | Londra                  | Regno Unito         | The O2 Arena                     |
| America Latina    |                         |                     |                                  |
| 1º marzo 2011     | Salta                   | Argentina           | Estadio Martearena               |
| 3 marzo 2011      | Córdoba                 | Argentina           | Estadio Kempes                   |
| 5 marzo 2011      | Buenos Aires            | Argentina           | Estadio Puerto Madero            |
| 6 marzo 2011      | Punta del Este          | Uruguay             | Hotel Conrad Grounds             |
| 8 marzo 2011      | Asunción                | Paraguay            | Hipódromo de Asunción            |
| 10 marzo 2011     | Santiago del Cile       | Cile                | Estadio Nacional                 |
| 12 marzo 2011     | Bogotà                  | Colombia            | Parque Simón Bolívar             |
| 15 marzo 2011     | Porto Alegre            | Brasile             | FIERGS Parking Lot               |
| 19 marzo 2011     | San Paolo del Brasile   | Brasile             | Estádio do Morumbi               |
| 21 marzo 2011     | Santa Cruz de la Sierra | Bolivia             | Estadio Aguilera                 |
| 24 marzo 2011     | Brasilia                | Brasile             | Ginnasio Nelson                  |
| 25 marzo 2011     | Lima                    | Perù                | Estadio Universidad San Marcos   |
| 27 marzo 2011     | Caracas                 | Venezuela           | Estadio de la USB                |
| 30 marzo 2011     | Santo Domingo           | Rep. Dominicana     | Estadio Félix Sanchez            |
| 2 aprile 2011     | Città del Messico       | Messico             | Foro Sol                         |
| 3 aprile 2011     | Città del Messico       | Messico             | Foro Sol                         |
| 2 aprile 2011     | Guadalajara             | Messico             | Estadio Tres de Marzo            |
| 7 aprile 2011     | Monterrey               | Messico             | Estadio Universitario            |
| 9 aprile 2011     | Città del Guatemala     | Guatemala           | Estadio Cementos Progreso        |
| 10 aprile 2011    | San José                | Costa Rica          | Estadio Nacional                 |
| 12 aprile 2011    | Panama                  | Panama              | Plaza Figali                     |
| Asia              |                         |                     |                                  |
| 29 aprile 2011    | Abu Dhabi               | Emirati Arabi Uniti | Yas Arena                        |
| Europa            |                         |                     |                                  |
| 2 maggio 2011     | Casalecchio di Reno     | Italia              | Futurshow Station                |
| 3 maggio 2011     | Assago                  | Italia              | Mediolanum Forum                 |
| 5 maggio 2011     | Budapest                | Ungheria            | Budapest Sports Arena            |
| 7 maggio 2011     | Bucarest                | Romania             | Piața Constituției               |
| 9 maggio 2011     | Belgrado                | Serbia              | Arena di Belgrado                |
| 10 maggio 2011    | Zagabria                | Croazia             | Arena Zagreb                     |
| 14 maggio 2011    | Mannheim                | Germania            | SAP Arena                        |
| 15 maggio 2011    | Gladbach                | Germania            | Warsteiner HockeyPark            |
| 17 maggio 2011    | Łódź                    | Polonia             | Atlas Arena                      |
| 19 maggio 2011    | Minsk                   | Bielorussia         | Minsk-Arena                      |
| 22 maggio 2011    | San Pietroburgo         | Russia              | SKK Peterburgsky                 |
| 24 maggio 2011    | Mosca                   | Russia              | Olimpijskij                      |
| Asia              |                         |                     |                                  |
| 26 maggio 2011    | Beirut                  | Libano              | B.I.E.L. Center                  |
| Africa            |                         |                     |                                  |
| 28 maggio 2011    | Rabat                   | Marocco             | OLM Souissi                      |
| Europa            |                         |                     |                                  |
| 29 maggio 2011    | Barcellona              | Spagna              | Estadi Olímpic                   |
| 30 maggio 2011    | Valencia                | Spagna              | Sala Auditorio Marina Sur        |
| 3 giugno 2011     | Madrid                  | Spagna              | Estadio Calderón                 |
| 4 giugno 2011     | Bilbao                  | Spagna              | Estadio de San Mamés             |
| 5 giugno 2011     | Nizza                   | Francia             | Palais Nikaia                    |
| 7 giugno 2011     | Ginevra                 | Svizzera            | SEG Geneva Arena                 |
| 8 giugno 2011     | Zurigo                  | Svizzera            | Hallenstadion                    |
| 10 giugno 2011    | Graz                    | Austria             | Schwarzl Freizeit Zentrum        |
| 11 giugno 2011    | Francoforte sul Meno    | Germania            | Festhalle                        |
| 13 giugno 2011    | Parigi                  | Francia             | Palais Omnisports de Paris-Bercy |
| 14 giugno 2011    | Parigi                  | Francia             | Palais Omnisports de Paris-Bercy |
| America Latina    |                         |                     |                                  |
| 17 luglio 2011    | Cancún                  | Messico             | Moon Palace Resort Grounds       |
| 16 luglio 2011    | Mérida                  | Messico             | La Plancha                       |
| 19 luglio 2011    | Villahermosa            | Messico             | Parque Tabasco                   |
| 22 luglio 2011    | Tuxtla Gutiérrez        | Messico             | Estadio Reyna                    |
| 24 luglio 2011    | Puebla de Zaragoza      | Messico             | Estadio Serdán                   |
| 26 luglio 2011    | León                    | Messico             | Poliforum León Esplanade         |
| 28 luglio 2011    | Hermosillo              | Messico             | Estadio Héroe de Nacozari        |
| 4 agosto 2011     | Tijuana                 | Messico             | Estadio Caliente                 |
| 5 agosto 2011     | Mexicali                | Messico             | Centro de Ferias y Exposiciones  |
| Asia              |                         |                     |                                  |
| 24 settembre 2011 | Marina Bay              | Singapore           | Marina Bay Street Circuit        |
| America Latina    |                         |                     |                                  |
| 30 settembre 2011 | Rio de Janeiro          | Brasile             | Cidade do Rock                   |
| Europa            |                         |                     |                                  |
| 8 ottobre 2011    | Kiev                    | Ucraina             | Stadio Olimpico                  |
| America Latina    |                         |                     |                                  |
| 14 ottobre 2011   | San Juan                | Porto Rico          | Coliseo de Puerto Rico           |
| 15 ottobre 2011   | San Juan                | Porto Rico          | Coliseo de Puerto Rico           |

### Cancellazioni
| 1º giugno 2011 | Almería  | Spagna | Estadio de los Juegos Mediterráneos | Cause sconosciute |
| 9 luglio 2011  | Werchter | Belgio | Festivalpark                        | Cause sconosciute |